# Нуево Леон
Нуево Леон (на испански: Nuevo León) е щат в североизточно Мексико. Нуево Леон е с население от 4 199 292 жители (преброяване 2005 г.), а общата площ на щата е 64 210 км². 15 километра от северната граница на Нуево Леон са част от Границата между САЩ и Мексико, по която Нуево Леон граничи с американския щат Тексас. Столицата на щата е град Монтерей.